# Wynfrid Kriegleder
Wynfrid Kriegleder (* 12. April 1958 in Obernberg am Inn) ist ein österreichischer Literaturwissenschaftler und Germanist sowie Hochschullehrer an der Universität Wien.

## Leben
Nach Besuch der Volksschule Obernberg am Inn besuchte Wynfrid Kriegleder das Bundesgymnasium Ried im Innkreis, wo er 1976 maturierte. Hernach studierte er Germanistik und Anglistik an der Universität Wien. 1981 bis 1984 war er am Institut für Germanistik der Universität Wien Studienassistent, ab 1984 Vertragsassistent und ab 1985 Universitätsassistent. Im Jahr 1985 wurde er an der Universität Wien sub auspiciis mit einer Dissertation über den josephinischen Autor Joseph Franz Ratschky promoviert. Im Jänner 1997 habilitierte er sich an der geisteswissenschaftlichen Fakultät der Universität Wien mit einer Arbeit über das Bild der USA im deutschsprachigen Roman des 18. und 19. Jahrhunderts.
Seit 1997 ist er als ao. Universitätsprofessor an der Universität Wien tätig. Er war Visiting Professor und Research Scholar am Berea College (Kentucky), an der Duke University, der Yale University und der University of Kansas. Weiters lehrte er an den Universitäten Szeged, Osijek und Antwerpen.
Wynfrid Kriegleder wurde 2014 als ordentliches Mitglied der Geisteswissenschaftlichen Klasse in die Sudetendeutsche Akademie der Wissenschaften und Künste berufen.
Die Forschungsschwerpunkte von Kriegleder sind die deutsche und österreichische Literatur des 18. und 19. Jahrhunderts, literarische Wechselbeziehungen zwischen dem US-amerikanischen und dem deutschsprachigen Raum und das deutsche Amerikabild. Kriegleder ist Mitglied der Kommission The North Atlantic Triangle der philosophisch-historischen Klasse der Österreichischen Akademie der Wissenschaften sowie Mitglied des Schubert Research Center an der Österreichischen Akademie der Wissenschaften. Seit 2024 ist Kriegleder Präsident der Erika-Mitterer-Gesellschaft, Wien.
Kriegleder ist seit 1984 verheiratet und Vater von drei Kindern, darunter dem Journalisten David Kriegleder (* 1984).

## Auszeichnungen und Ehrungen
- 1988: Theodor-Körner-Preis des Theodor–Körner–Stiftungsfonds zur Förderung von  Wissenschaft und Kunst[1]
- 1992: Theodor-Körner-Preis des Theodor–Körner–Stiftungsfonds zur Förderung von Wissenschaft und Kunst[1]
- 1998: Kardinal-Innitzer-Förderungspreis für Geisteswissenschaften[1]

## Schriften (Auswahl)

### Monographien
- Joseph Franz Ratschky. Eine Monographie. Mit bisher unveröffentlichten Handschriften. Phil. Diss. Wien 1985.
- Vorwärts in die Vergangenheit. Das Bild der USA im deutschsprachigen Roman von 1776 bis 1855. (= Edition Orpheus. Band 13). Tübingen: Stauffenburg 1999 (zugl. Habilitationsschrift, Wien 1997).
- Eine kurze Geschichte der Literatur in Österreich. Menschen – Bücher – Institutionen. Wien: Praesens 2011.
- 99 Fragen zur österreichischen Literatur. Wien: Ueberreuter 2014, ISBN 978-3-8000-7593-5.

### Herausgeberschaften
- gemeinsam mit Elisabeth Buxbaum: Prima le parole e poi la musica. Festschrift für Herbert Zeman zum 60. Geburtstag. Wien: Praesens 2000.
- gemeinsam mit Andrea Seidler und Jozef Tancer: Deutsche Sprache und Kultur im Raum Pressburg. Bremen: edition lumière 2002.
- gemeinsam mit Andrea Seidler: Deutsche Sprache und Kultur, Literatur und Presse in Westungarn / Burgenland. Bremen: edition lumière 2004.
- gemeinsam mit Andrea Seidler und Jozef Tancer: Deutsche Sprache und Kultur in der Zips. Bremen: edition lumière 2007.
- gemeinsam mit Franz M. Eybl und Johannes Frimmel: Aloys Blumauer und seine Zeit (= Jahrbuch der Österreichischen Gesellschaft zur Erforschung des achtzehnten Jahrhunderts. Band 21). Bochum: Dieter Winkler 2007.
- gemeinsam mit Andrea Seidler und Jozef Tancer: Deutsche Sprache und Kultur in Siebenbürgen Bremen. edition lumière 2009.
- gemeinsam mit Herbert Van Uffelen, Ewald Mengel und Alois Woldan: Literatur im Kontext – ein gegenseitiges Entbergen. Wien: Praesens 2010.
- gemeinsam mit Christoph Fackelmann: Literatur – Geschichte – Österreich. Probleme, Perspektiven, Bausteine einer österreichischen Literaturgeschichte. Thematische Festschrift zur Feier des 70. Geburtstags von Herbert Zeman. Wien, Berlin: LIT 2011.
- gemeinsam mit Andrea Seidler und Jozef Tancer: Deutsche Sprache und Kultur im Raum Pest, Ofen und Budapest. Bremen: edition lumière 2011.
- gemeinsam mit Gustav-Adolf Pogatschnigg: Literarische Narrationen der Migration Europa – Nordamerika im 19. Jahrhundert (= SealsfieldBibliothek. Wiener Studien und Texte. Band 9). Wien: Praesens 2012.
- gemeinsam mit Manjiri Paranjape, Franz Patocka, Andrea Seidler und Sandra Vlasta: Mehrsprachigkeit und multikulturelle Literatur / Multilingualism and Multicultural Literature. Wien: Praesens 2014.
- gemeinsam mit Alexander Ritter: Charles Sealsfield, Friedrich Gerstäcker, Karl May und andere. Übersetzungen, Bearbeitungen, Adaptionen (= SealsfieldBibliothek. Wiener Studien und Texte. Band 10). Wien: Praesens 2014.
- gemeinsam mit Andrea Seidler und Jozef Tancer: Deutsche Sprache und Kultur im Banat. Bremen: edition lumière 2015.
- gemeinsam mit Alexander Ritter unter Mitwirkung von Marc-Oliver Schuster: Charles Sealsfield und die transatlantische Internationalität. Biographische Konditionierung und literarische Umsetzung (= SealsfieldBibliothek. Wiener Studien und Texte. Band 11). Wien: Praesens 2016.
- gemeinsam mit Heidi Lexe, Sonja Loidl und Ernst Seibert: Jugendliteratur im Kontext von Jugendkultur (Wiener Vorlesungen zur Kinder- und Jugendliteratur. Band 1). Wien: Praesens 2016.
- gemeinsam mit Andrea Seidler und Jozef Tancer: Deutsche Sprache und Kultur in Kroatien. Bremen: edition lumière 2017.
- gemeinsam mit Alexander Ritter: Charles Sealsfield und der transatlantische Austausch im 19. Jahrhundert (= SealsfieldBibliothek. Wiener Studien und Texte. Band 12). Wien: Praesens 2018.
- gemeinsam mit Andrea Seidler und Jozef Tancer: Kulturelle Zirkulation im Habsburgerreich. Der Kommunikationsraum Wien. Wien: Praesens 2019.
- gemeinsam mit Alexander Ritter: Charles Sealsfield in Europa und den USA (= SealsfieldBibliothek. Wiener Studien und Texte. Band 13). Wien: Praesens 2020.

### Editionen
- David Christoph Seybold: Reizenstein. Die Geschichte eines deutschen Officiers. Wien: Praesens 2003.
- gemeinsam mit Gustav-Adolf Pogatschnigg: Die Geschichten des Charles Sealsfield. Zeitschriftenveröffentlichungen und Vorlagen. Wien: Praesens 2009.
- gemeinsam mit Alexander Ritter: Charles Sealsfield, Friedrich Gerstäcker, Karl May und andere – bearbeitet, übersetzt, intermedial. Wien: Praesens 2013.